# 贝肯鲍尔杯
贝肯鲍尔杯，全名弗朗茨·贝肯鲍尔杯（德語：Franz Beckenbauer Cup），是一项以拜仁慕尼黑前队长贝肯鲍尔命名的年度足球友谊赛。该项赛事在赛季前由德国俱乐部拜仁慕尼黑组织，在拜仁主场安联竞技场举办，参赛球队为拜仁慕尼黑与一支被邀请球队。
贝肯鲍尔杯的灵感来自于2006年由西班牙球队巴塞罗那举办的甘伯盃，拜仁受邀参加了那届赛事。
虽然拜仁慕尼黑是主办方，但是球队却从来没有举起过赛事的冠军奖杯。

## 比赛
若两队在常规时间中打平，比赛将直接进入点球大战，以决定胜者，而不是进入30分钟的加时赛。
| 年份     | 日期         | 冠军球队     | 亚军球队     | 比分              |
| -------- | ------------ | ------------ | ------------ | ----------------- |
| 2007     | 8月15日      | 巴塞罗那     | 拜仁慕尼黑   | 1–0（梅西 85'）   |
| 2008     | 8月5日       | 国际米兰     | 拜仁慕尼黑   | 1–0（曼奇尼 52'） |
| 2009     | 被奥迪盃取代 | 被奥迪盃取代 | 被奥迪盃取代 | 被奥迪盃取代      |
| 2010     | 8月13日      | 皇家马德里   | 拜仁慕尼黑   | 0–0（点球4–2）    |
| 2010年后 | 被奥迪盃取代 | 被奥迪盃取代 | 被奥迪盃取代 | 被奥迪盃取代      |